# Laura Codruța Kövesi
Laura Codruța Kövesi, nata Lascu (Sfântu Gheorghe, 15 maggio 1973) è una magistrata rumena.
Procuratore generale presso l'Alta corte di cassazione e giustizia (2006-2012), alto rappresentante del ministero della giustizia per le relazioni con la Commissione europea (2012-2013) e procuratore capo della Direzione nazionale anticorruzione della Romania (2013-2018), fu tra i maggiori protagonisti della lotta alla corruzione e del processo di ammodernamento del sistema giudiziario in Romania negli anni successivi all'ingresso del paese nell'Unione europea.
Considerata da più osservatori come figura di grande integrità ed onestà, fu contemporaneamente la prima donna e il più giovane magistrato a capo della procura generale dell'Alta corte. Dal 2013 al 2018 la sua attività presso la DNA contribuì alla crescita della credibilità della magistratura in Romania. Nel periodo della sua conduzione, infatti, furono avviate indagini nei confronti di numerose personalità politiche, tra le quali l'ex primo ministro Victor Ponta.
Dal 23 settembre 2019 è a capo della Procura europea

## Famiglia e formazione
Figlia del procuratore Ioan Lascu, che tra il 1980 e il 2010 fu capo della procura del tribunale di Mediaș, da ragazza fu grande appassionata di basket. Membro della squadra locale di Mediaș, fu convocata dalla nazionale giovanile di pallavolo femminile, che nel 1989 a Timișoara conquistò il titolo di vicecampione europeo categoria cadette.
Compiuti gli studi liceali a Mediaș, tra il 1991 e il 1995 frequentò la facoltà di legge dell'Università Babeș-Bolyai di Cluj-Napoca. Tra il 1996 e il 1997 compì, inoltre, studi specialistici in diritto penale presso l'Università Lucian Blaga di Sibiu.
Nel 2002 sposò Eduárd Kövesi, dal quale divorziò nel 2007, pur mantenendone il cognome.
Il fratello, Sergiu Lascu, nel 2010 divenne direttore della direzione di tecnologia, informazione e comunicazione della Transgaz, azienda di stato operante nello stoccaggio e trasporto di gas naturale.
Nel 2011 conseguì il titolo di dottorato in diritto penale presso l'Università dell'Ovest di Timișoara con una tesi dal titolo Lotta al crimine organizzato secondo le disposizioni del diritto penale (in rumeno: Combaterea crimei organizate prin dispoziții de drept penal). La validità della tesi fu successivamente contestata per sospetti di plagio ma, nonostante le dure e prolungate polemiche, la Kövesi fu scagionata da tali accuse.

## Attività professionale

### Al tribunale di Sibiu
Compiuti gli studi universitari, assunse l'incarico di magistrato presso il tribunale di Sibiu, ottenendo con il tempo sempre maggiori funzioni. Tra il 15 settembre 1995 e il 1º maggio 1999 fu procuratore, mentre nel 2000 venne promossa a capo dell'ufficio sulla corruzione e il crimine organizzato. Nel 2002 gli fu affidata anche la conduzione della sezione antidroga.
Nel 2004 rivestì, seppur per pochi mesi, la funzione di capo della sezione di procedimento penale e criminale. Tra il 2004 e il 2006 fu membro della direzione di investigazione sulla criminalità organizzata e il terrorismo.

### Procuratore generale dell'Alta corte di cassazione e giustizia
Nel luglio 2006, colpito dalle critiche del ministro degli interni Vasile Blaga (PD), l'allora procuratore generale dell'Alta corte di cassazione e giustizia Ilie Botoș presentò le proprie dimissioni dall'incarico, come conseguenza dello scandalo sulla sparizione dell'uomo d'affari Omar Hayssam, indagato dalla procura, ma divenuto irreperibile alle autorità.
In sua sostituzione Laura Codruța Kövesi, il 26 agosto 2006, su indicazione del ministro della giustizia Monica Macovei, fu nominata dal presidente della repubblica Traian Băsescu (sostenuto dal gruppo di centro-destra del Partito Democratico Liberale) quale nuovo procuratore generale della Romania, divenendo a 33 anni il più giovane magistrato, nonché la prima donna, a rivestire tale funzione. Tra gli altri primati fu, inoltre, il primo procuratore nella storia dell'Alta corte a giungere fino a fine mandato.
A capo della procura dell'Alta corte, intenzionata a rinnovare e rafforzare i criteri di valutazione dei magistrati della sua procura in nome dell'efficienza organizzativa, si prefissò il proposito di rivederne la struttura e di avvicinarne gli standard ai parametri europei. Malgrado qualche polemica con i membri più anziani, tra i propri collaboratori scelse persone di nota integrità e si batté per perseguire i propri obiettivi. Nel 2009, ad esempio, accusò pubblicamente il vecchio procuratore militare Dan Voinea di aver compiuto numerose irregolarità nella conduzione delle diverse e controverse indagini volte a far luce sui fatti della rivoluzione romena del 1989 e della mineriada del 1990, eventi che avevano profondamente segnato la storia della Romania contemporanea.
Sostenuto dal nuovo ministro della giustizia Cătălin Predoiu (PD-L), il 2 ottobre 2009 il suo incarico venne prorogato per un ulteriore mandato di tre anni. Nel 2012, tuttavia, non fu riconfermata nella funzione a causa di alcuni dissapori con il Consiglio superiore della magistratura (CSM) e con il suo presidente Virgil Andreieș, che avrebbe dovuto fornire il proprio parere sulla nomina. Kövesi, infatti, aveva più volte criticato il CSM tacciandolo di scarsa credibilità agli occhi della popolazione per via dell'atteggiamento disinteressato e non deontologico di alcuni suoi membri.
Nell'ottobre 2012, allo scadere del mandato, assegnò per un termine di 6 mesi a Daniel Morar (allora procuratore capo della DNA) la delega di primo procuratore aggiunto della procura dell'Alta corte. Tale scelta fu duramente criticata dal presidente del Partito Nazionale Liberale (PNL) Crin Antonescu che la definì scandalosa. L'atto della Kövesi avvenne, infatti, nel quadro di un più ampio conflitto politico tra il presidente Băsescu e le due forze politiche che in quel momento guidavano la maggioranza di governo, cioè il PNL e il Partito Social Democratico (PSD). Il PNL non gradì le azioni della Kövesi poiché, essendo stata nominata da Băsescu, era vista come un'alleata del presidente. Antonescu ribadì che la coppia Kövesi-Morar rispecchiava i desideri di Băsescu, ma che la selezione dei magistrati, in realtà, era competenza del ministro della giustizia Mona Pivniceru. In novembre il ministero nominò nuovo procuratore generale Tiberiu Nițu.
Considerata figura di alto profilo professionale, su indicazione del ministro Pivniceru, dal 3 ottobre 2012 al 16 maggio 2013 Kövesi rivestì il ruolo di consigliere ministeriale ed alto rappresentante del ministero della giustizia per le relazioni con la Commissione europea, nell'ambito del Meccanismo di cooperazione e verifica (MCV) dell'Unione europea, organismo predisposto dall'UE per supportare Romania e Bulgaria nel processo di realizzazione della riforma della giustizia e della lotta alla corruzione.

### Capo della Direzione nazionale anticorruzione (DNA)

#### Incriminazioni di politici di rilievo
Il 27 marzo 2013 il ministro della giustizia Mona Pivniceru presentò le proprie dimissioni, al fine di rivestire il nuovo ruolo di giudice della Corte costituzionale della Romania. Tra le dimissioni di Pivniceru e la nomina del nuovo ministro Robert Cazanciuc, la conduzione del ministero fu assunta ad interim dal primo ministro Victor Ponta (PSD), che in quel momento presiedeva un governo sostenuto da una coalizione composta da PSD e PNL. Ponta, intenzionato a risolvere il problema delle nomine dei vertici della Direzione nazionale anticorruzione (DNA) dopo l'addio di Morar e l'interimato di Laura Oprean, si assunse la responsabilità personale della nomina della Kövesi a capo della DNA, malgrado le dure obiezioni espresse dal PNL, che la considerava un alleato del presidente Băsescu.
L'apporto della Kövesi alla guida della DNA, ente preposto alla lotta alla corruzione a livello medio e alto, fu immediato, indiscutibile e sostenuto dal plauso della Commissione europea. Solamente nel 2014 furono eseguite 1138 condanne nei confronti di politici, uomini d'affari e giudici. Tra questi anche l'ex ministro dello sport Monica Iacob Ridzi (PD-L), condannata a 5 anni di reclusione e l'ex capo della DIICOT Alina Bica. Nello specifico, nel corso del 2014 furono indagati o condannati 24 sindaci (tra i quali il sindaco di Bucarest Sorin Oprescu, PSD), 5 parlamentari ed un ex primo ministro (Adrian Năstase, PSD). Furono avviate, nel complesso, più di 9000 indagini che condussero al recupero di oltre 300 milioni di euro. Nel corso del mandato della Kövesi furono indagati 13 ex membri dei governi di Victor Ponta, tra i quali lo stesso premier (accusato di evasione fiscale nel 2015), il ministro delle finanze Darius Vâlcov (PSD) e quello degli interni Gabriel Oprea (UNPR). Inflessibile e mirato alla lotta alla corruzione in ogni sua forma, l'operato di Kövesi fu politicamente trasversale. Furono indagati, infatti, personalità tanto di sinistra quanto di destra, tra i quali l'ex ministro del turismo Elena Udrea (PD-L) e Mircea Băsescu, fratello del presidente Traian.
Nel 2016 fu presentato il rapporto sui risultati ottenuti nel 2015, dal quale risultò che erano stati aperti 1250 fascicoli d'inchiesta che avevano portato al rinvio a giudizio di un primo ministro (Victor Ponta), 5 ministri e 21 parlamentari, con il recupero di 500 milioni di euro.
Secondo un sondaggio realizzato nel 2015 dall'agenzia INSCOP, sotto la guida della Kövesi la DNA era diventata l'istituzione con uno dei più alti livelli di fiducia percepita da parte della popolazione (60%, mentre nel 2014 era al 49%), al pari della chiesa ortodossa romena.
Allo scadere dei primi tre anni, la nomina al suo secondo mandato alla DNA fu sostenuta tanto da Raluca Prună, ministro della giustizia del governo Cioloș (esecutivo tecnico in carica dal novembre 2015), quanto dal presidente della repubblica, il liberale Klaus Iohannis (eletto nel dicembre 2014). Il 28 marzo il Consiglio superiore della magistratura espresse il proprio parere positivo, mentre il presidente firmò il decreto di nomina il 6 aprile 2016.
I dati sul 2016 confermarono l'enorme ed influente crescita della DNA: furono indagate 1270 persone, tra i quali 3 ministri, 17 parlamentari e 47 sindaci.
Contestualmente Kövesi lamentò una serie di attacchi e intimidazioni senza precedenti alla struttura della DNA, con pressioni pubbliche e dichiarazioni definite come calunniose. La stessa Kövesi fu coinvolta dai propri detrattori in uno scandalo riguardante il sospetto plagio della propria tesi dottorale. Oltre Victor Ponta, che dopo l'avvio dell'inchiesta nei suoi confronti nel 2015 affermò che il problema della Romania era quello di un sistema giudiziario ossessionato dalla necessità di inventare fatti risalenti a 10 anni prima, tra i maggiori oppositori della Kövesi a capo della DNA vi furono Traian Băsescu (la cui figlia Ioana nel 2016 fu iscritta nel registro degli indagati per istigazione in abuso d'ufficio) e l'ex primo ministro Călin Popescu Tăriceanu (indagato nel 2016 per aver reso falsa testimonianza), che la accusarono di approfittare della propria posizione per fini politici. Băsescu affermò che nel 2012 Kövesi avrebbe minacciato di arresto un funzionario della procura nel caso in cui fossero riprese le indagini sulle accuse di plagio della propria tesi di dottorato. Nel 2016 altri scandali pubblici contribuirono alle pressioni sulla DNA: il caso Black Cube e le illazioni di Sebastian Ghiță ai danni di Laura Codruța Kövesi.

#### Posizione sull'OUG 13
Nel febbraio 2017 il neonato governo di Sorin Grindeanu (PSD) fu investito da un'ondata di proteste in relazione all'elaborazione di un'ordinanza (OUG 13) sul tema della depenalizzazione del reato di abuso d'ufficio. L'argomento fu molto risentito dall'opinione pubblica, tanto che migliaia di manifestanti si riunirono in diverse città della Romania chiedendo il ritiro dell'ordinanza, in quanto questa avrebbe favorito la corruzione e aiutato il presidente del PSD Liviu Dragnea ad evitare l'incriminazione in ulteriori inchieste in cui figurava come indagato. Le possibili ripercussioni delle proteste spinsero il premier a ritirare l'ordinanza, mentre Kövesi e la DNA espressero forti dubbi sul progetto del governo. Nello specifico la DNA considerava ingiustificato il regime d'urgenza delle misure e avviò un'inchiesta penale per verificare la sussistenza di reati finalizzati a favorire determinate figure politiche.
In un'intervista concessa a La Repubblica, Laura Codruța Kövesi si dichiarò assolutamente contraria all'applicazione dell'ordinanza:
(La Repubblica, 8 febbraio 2017)
L'8 febbraio il presidente del senato Călin Popescu Tăriceanu (ALDE) presentò un esposto alla Corte costituzionale contro tale inchiesta. Il 27 febbraio questa si espresse favorevolmente al riguardo del ricorso, con la motivazione che nessun'altra autorità pubblica al di fuori della Corte costituzionale aveva competenza sul controllo sulle ordinanze emanate dal governo. I giudici, quindi, sostennero che i procuratori della DNA potevano avviare inchieste solamente su fatti di corruzione commessi dai membri del governo, ma non sull'elaborazione di atti normativi.

#### Destituzione dall'incarico

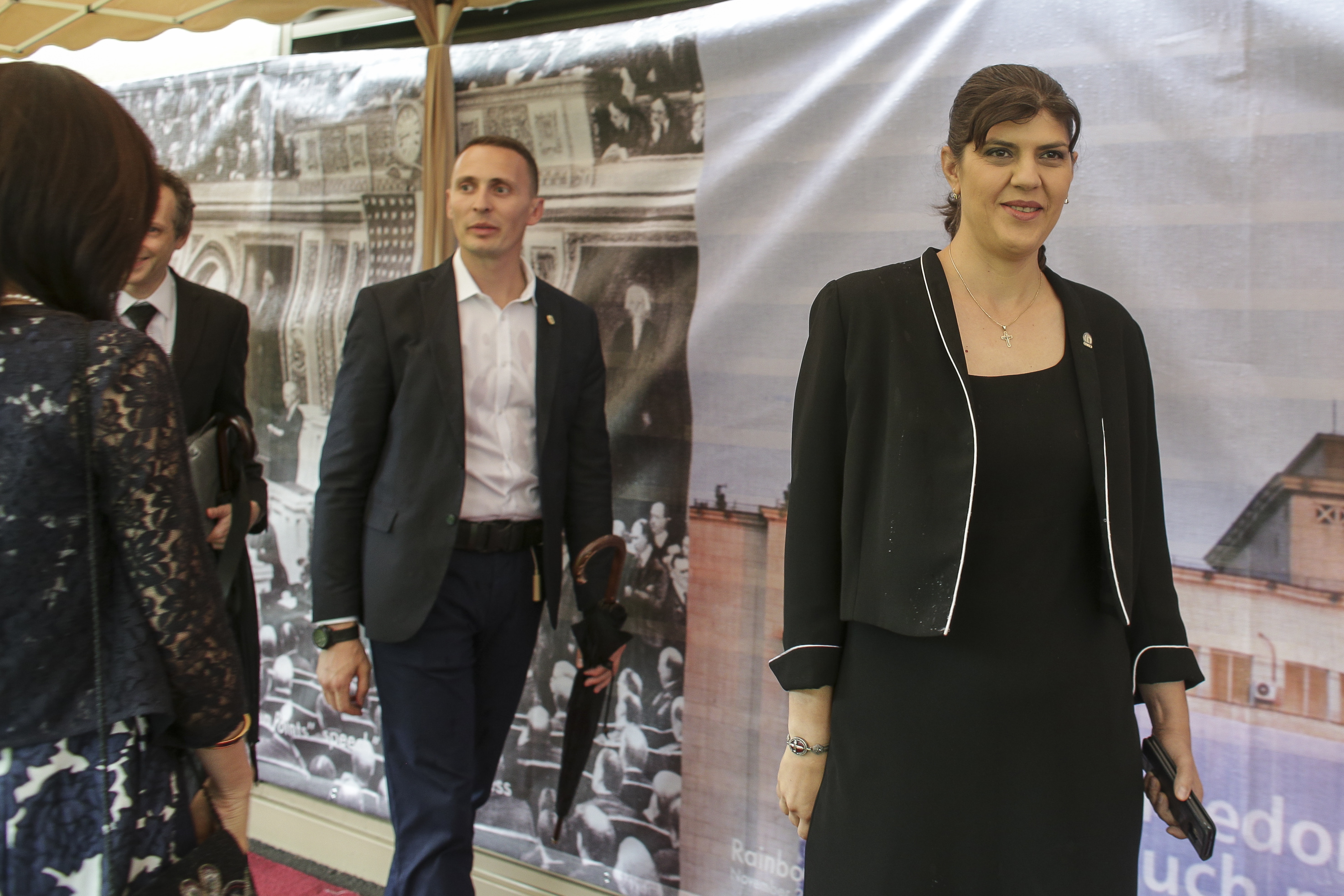
Laura Codruța Kövesi ospite dell'ambasciata degli Stati Uniti in occasione dei festeggiamenti per il Giorno dell'Indipendenza del 2018.

A livello politico tra il 2017 e il 2018 il principale piano di confronto tra maggioranza e opposizione fu quello della giustizia. Dopo un turbolento periodo di proteste, nel febbraio 2018 il ministro della giustizia Tudorel Toader richiese pubblicamente la rimozione di Laura Codruța Kövesi, considerata dal partito il simbolo del giustizialismo e della mancanza di garantismo nel paese, per presunte reiterate violazioni della costituzione. Il Consiglio superiore della magistratura, nonostante ciò, fornì un proprio parere consultivo, opponendosi alla richiesta del ministro con 6 voti a 1. L'iniziale rifiuto del presidente della repubblica Iohannis di procedere alla revoca fu sovvertito, infine, da una sentenza della Corte costituzionale che obbligò il capo di stato alla firma del documento.
Il PSD ottenne la revoca dell'incarico del procuratore capo della Direzione nazionale anticorruzione nel luglio 2018. Le manovre del partito di governo sulla giustizia, ad ogni modo, furono oggetto delle critiche della stampa internazionale, che vedeva in tali mosse un pericolo per la preservazione della democrazia e per l'indipendenza della magistratura nel paese. Fu sostituita ad interim, quindi, da Marius Iacob, procuratore capo aggiunto della DNA e, poi, da Anca Jurma, delegata pro tempore a procuratore capo della DNA dal procuratore generale Augustin Lazăr.
Nel dicembre 2018 la Kövesi si appellò alla Corte europea dei diritti dell'uomo, contestando la misura che aveva portato alla sua destituzione. Nel maggio 2020 la corte le diede ragione, sottolineando come lo stato rumeno avesse violato due suoi diritti: quello alla libera espressione e di averle negato la possibilità di appellarsi alla decisione del ministro della giustizia.

### Nomina a procuratore europeo

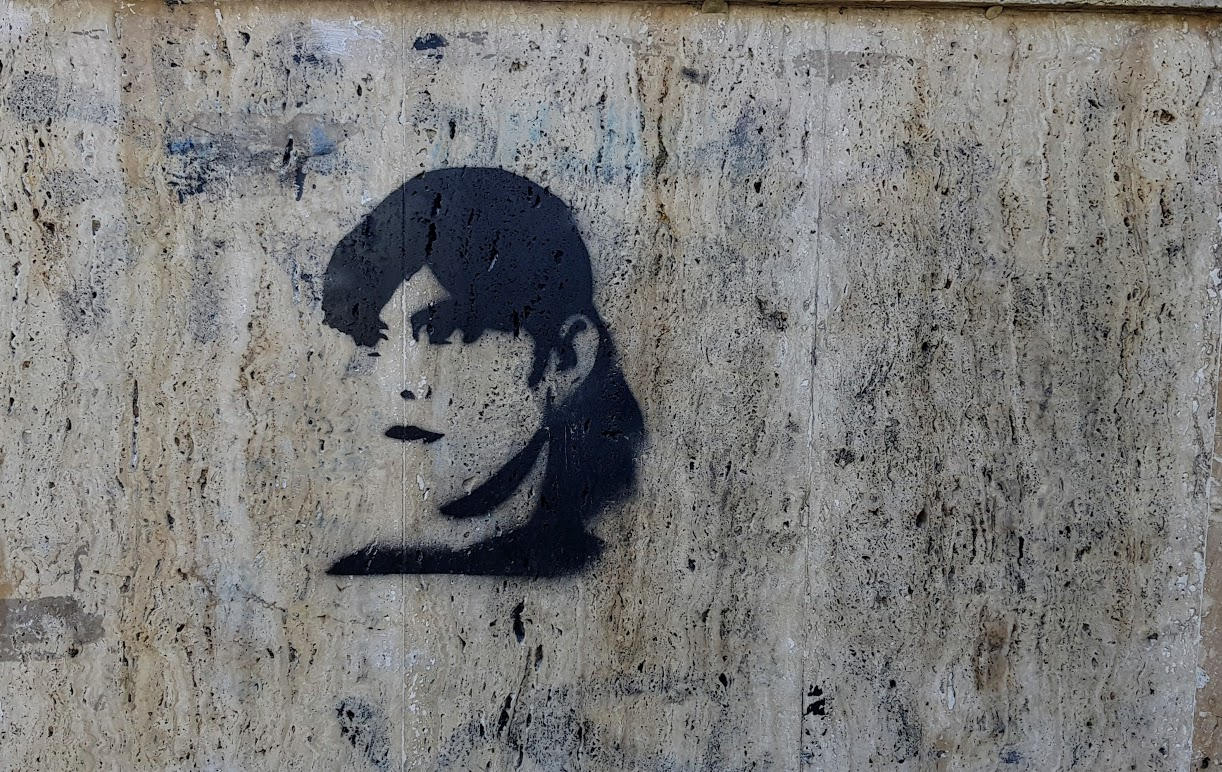
Un graffito raffigurante Laura Codruța Kövesi nella stazione della metropolitana Politehnica a Bucarest.

Nel dicembre 2018 presentò la propria candidatura a capo della Procura europea, organismo sovranazionale in via di definizione, ricevendo una prima approvazione per il ruolo da parte di una commissione di selezione incaricata dall'Unione europea. Il ministro della giustizia della Romania Tudorel Toader, tuttavia, si dichiarò contrario, sostenendo che gli stati dell'Unione non erano consapevoli dei presunti abusi realizzati dalla Kövesi. Nei primi giorni di febbraio una sezione speciale d'inchiesta, costituita per effettuare indagini sulle infrazioni commesse dai magistrati e sottoposta al controllo del ministero della giustizia, informò la Kövesi dell'avvio di una procedura penale in cui figurava come indagata, nel tentativo di interrompere la sua corsa alla funzione. Nel mese di marzo i procuratori aprirono un'ulteriore inchiesta e le vietarono persino di lasciare il paese, misura annullata il mese successivo su decisione dell'Alta corte di cassazione.
Il 20 febbraio 2019 il Consiglio dell'Unione europea organizzò un primo turno di consultazioni, vagliando le candidature della Kövesi (29 voti), del tedesco Andreas Ritter (29) e del francese Jean-François Bohnert (50). In questa fase il rappresentante della Romania votò per Bohnert. Malgrado la ferma opposizione delle istituzioni rumene, il 26 febbraio fu indicata come candidato preferito dalla Commissione per il controllo dei bilanci del Parlamento europeo, ottenendo 12 voti (Ritter ne prese 11 e Bohnert uno). Il giorno successivo la Commissione per le libertà civili, la giustizia e gli affari interni del Parlamento europeo confermò il parere dei colleghi, assegnandole 26 voti (Bohnert si fermò a 22, Ritter a uno). Il risultato, quindi, fu trasmesso al presidente del Parlamento europeo Antonio Tajani, per l'inizio dei negoziati con il Consiglio dell'Unione Europea. Visto l'ostruzionismo della Romania, il 3 aprile lo stesso Tajani fece un appello pubblico alle autorità di Bucarest, chiedendo di non porre ulteriori ostacoli.
Al termine delle trattative tra i due organi europei, il 19 settembre 2019 il Comitato dei rappresentanti permanenti deliberò l'accettazione della nomina della Kövesi con 17 voti su 22. Il Consiglio dell'Unione europea la ratificò il 14 ottobre 2019, mentre il 17 ottobre il Parlamento europeo, per voce del suo nuovo presidente David Sassoli, riconfermò la scelta, che consentì la definitiva formalizzazione dell'incarico.

## Aspetti controversi

### Accusa di plagio della tesi di dottorato
Il 18 maggio 2012 Mugur Ciuvică, direttore del gruppo d'inchiesta politica, affermò pubblicamente che la tesi di dottorato Combaterea crimei organizate prin dispoziții de drept penal sostenuta da Kövesi nel 2011 fosse passibile di plagio. Nello stesso periodo numerose personalità, tra le quali il premier Victor Ponta, furono colpiti da simili accuse. L'analisi della denuncia passò all'organo allora deputato alla verifica delle tesi di dottorato, cioè il Consiglio nazionale di etica (CNE) del ministero dell'istruzione che, il 2 agosto 2012, dichiarò che la tesi non contenesse tracce di plagio. Il verdetto fu ufficialmente espresso nella seduta del CNE del 5 settembre 2012.
A distanza di 4 anni, il 25 settembre 2016 l'ex parlamentare PSD Sebastian Ghiţă si autodenunciò alla procura dell'Alta corte, dichiarando di aver partecipato con altri funzionari alla falsificazione del rapporto della commissione tecnica del CNE che aveva scagionato la Kövesi nel 2012. Fu aperta, quindi, un'indagine per falso ideologico, mentre il gruppo d'inchiesta politica in ottobre chiese una nuova verifica della tesi al Consiglio nazionale di accreditamento dei titoli, dei diplomi e dei certificati universitari (CNATDCU), divenuto competente in materia dopo la dismissione del CNE nel 2015. Il 17 novembre 2016 la Commissione di etica dell'Università dell'Ovest di Timișoara trasmise il proprio parere al CNATDCU, sostenendo che la denuncia fosse fondata, poiché diverse parti della tesi erano simili ad altre fonti non citate.
L'8 dicembre fu emesso il verdetto del CNATDCU che scagionò la Kövesi. Il presidente della commissione sulle scienze giuridiche Mircea Adrian Bob annunciò che appena 20 delle 444 pagine (il 4%) della tesi potessero essere sospettate di plagio e che, trattandosi di una minima parte che non ne intaccava la qualità scientifica, non si sarebbe proceduto al ritiro del titolo di dottore della Kövesi.
L'inchiesta per falso ideologico, contemporaneamente, fu archiviata per insufficienza di prove.

### Caso Black Cube
Nell'aprile del 2016 la DIICOT, l'agenzia investigativa antiterrorismo, comunicò di aver proceduto all'arresto di due cittadini israeliani, Ron Weiner e David Geclowicz, dipendenti di Black Cube, società privata di investigazione, con l'accusa di aver condotto azioni criminali finalizzate ad ottenere illegalmente dati informatici e personali di Laura Codruța Kövesi. Weiner, specialista informatico, avrebbe predisposto attacchi di tipo phishing e la violazione della corrispondenza mail, mentre Geclowicz sarebbe entrato più volte in contatto telefonico con familiari e vicini di Kövesi allo scopo di ottenere informazioni personali. Il procuratore capo della DNA definì tali azioni un «tentativo malriuscito di intimidazione», mentre l'ambasciata israeliana negò ogni coinvolgimento, poiché si trattava di reati commessi da privati cittadini senza connessioni con le autorità.
Come segnalato dal Wall Street Journal, tuttavia, emerse che la Black Cube era già stata coinvolta nel 2015 in operazioni di controspionaggio cibernetico e di hackeraggio. La società, infatti, era stata fondata da due ex ufficiali dei servizi segreti israeliani, Dan Zorella e Avi Yanus, entrambi indagati, e vi aveva lavorato anche l'ex direttore della Mossad Meir Dagan. In un interrogatorio Zorella affermò che Weiner e Geclowicz erano agenti della sua compagnia che avevano agito in base ad un accordo preso con l'ex colonnello dei servizi segreti del Serviciul Român de Informații (SRI) Daniel Dragomir e che, secondo quanto riferito da Dragomir a Zorella in base alle dichiarazioni di quest'ultimo, aveva l'avallo tanto del direttore del SRI Eduard-Raul Hellvig quanto del presidente della repubblica Iohannis. Secondo quanto riportato da Zorella, la Black Cube avrebbe dovuto scoprire elementi di colpevolezza della Kövesi.
Per tali dichiarazioni volte a compromettere la Kövesi, Hellvig e Iohannis, nel 2020 la Direcția de Investigare a Infracțiunilor de Criminalitate Organizată și Terorism rinviò Dragomir a giudizio, accusandolo di associazione a delinquere e di altre attività illegali.

### Insinuazioni di Sebastian Ghiță
Le dichiarazioni dell'ex parlamentare PSD Sebastian Ghiță non si fermarono alle presunte rivelazioni dei retroscena riguardanti il caso del plagio della tesi dottorale della Kövesi.
Tra il dicembre 2016 e il gennaio 2017, ricercato dalle autorità per diversi reati ma divenuto irreperibile, Ghiță diffuse vari video in cui rilasciava testimonianze riguardanti alcuni personaggi politici rumeni. In uno di questi sosteneva che nel 2013 Ponta fosse stato costretto dall'ex direttore dell'agenzia di spionaggio del SRI Florian Coldea a nominare Kövesi a capo della DNA. Sotto la minaccia di veder cancellata la propria visita negli Stati Uniti in programma per il 2014 nel periodo delle elezioni presidenziali cui si sarebbe candidato, temendo danni alla propria immagine, Ponta avrebbe ceduto alla richiesta.
In un video successivo diffuso in latitanza, Ghiță affermò che Coldea e Kövesi fossero ufficiali dei servizi segreti di un paese alleato, motivo per cui Coldea era interessato a proteggere l'incarico del procuratore capo della DNA. Ghiță, inoltre, sosteneva di aver conosciuto Kövesi in ambienti legati al SRI e di aver avuto con lei numerosi incontri tra il 2010 e il 2014 anche alla presenza di Coldea e di un ufficiale della CIA in Romania. Sebastian Ghiță precisò di aver intrattenuto con lei un rapporto di amicizia e di aver persino partecipato ad una festa privata in una villa di proprietà del SRI nella località turistica di Sinaia con Kövesi e l'ex vice primo ministro Vasile Dîncu.

### Inchieste della Sezione di investigazione sui magistrati
Il 13 febbraio 2019, nel pieno delle procedure di selezione per il ruolo di procuratore europeo, fu convocata in qualità d'indagato dai procuratori della Sezione di investigazione sulle infrazioni della giustizia (Secția de investigare a Infracțiunilor din Justiție, SIIJ), organo controllato dal ministero della giustizia. La procura aveva aperto il fascicolo nel dicembre 2018 su segnalazione di Sebastian Ghiță, che aveva accusato la Kövesi di averlo obbligato nel 2011, tramite una sua società privata, a pagare i costi di estradizione dall'Indonesia in Romania di Nicolae Popa, ex amministratore del FNI condannato per frode e latitante dal 2000. La Sezione ipotizzò per la Kövesi i reati di concussione, abuso d'ufficio e falsa testimonianza. Nel quadro delle indagini furono ascoltati come testimoni l'ex ministro degli interni Gabriel Oprea, l'ex direttore del SRI George Maior e l'ex primo direttore aggiunto del SRI Florian Coldea.
Il 7 marzo 2019 la Sezione comunicò l'esistenza di una seconda inchiesta a suo carico. In base alla nuova requisitoria, tra il 2015 e il 2016 la Kövesi avrebbe coordinato un gruppo di tre magistrati e un ufficiale di polizia presso la sezione della procura della DNA di Ploiești, che aveva lo scopo di effettuare indagini irregolari, ponendo pressione sui testimoni e sui procuratori, inducendo in errore gli organi giudiziari. Tra gli altri reati contestati, avrebbe obbligato un procuratore a firmare una requisitoria illegale, che aveva portato a processo cinque persone.
Nell'ambito della prima inchiesta, il 28 marzo 2019 la procura ne dispose il divieto a lasciare il paese per sessanta giorni, oltre all'obbligo di firma giornaliera presso il commissariato di polizia. Il 3 aprile 2019 l'Alta corte di cassazione, esprimendosi sul suo ricorso, decretò l'annullamento della misura, ritenuta arbitraria, poiché l'impianto accusatorio mancava di precisione e supporto probatorio.

### Critiche sui metodi di conduzione delle indagini
Vista la caparbietà della Kövesi nella lotta alla corruzione, alcuni osservatori sollevarono dubbi sulla correttezza legale della conduzione delle indagini da parte della DNA. Oltre a naturali pressioni politiche sul suo operato, in antagonismo diverse personalità contestarono l'utilizzo da parte della procura di misure estreme, bollate come retaggio della Securitate, l'onnipresente polizia politica di epoca comunista.
Il giornalista inglese Nick Kochan sottolineò l'eccesso di iniziativa della DNA, rimproverando la Kövesi di fare ricorso all'intimidazione dei giudici per ottenere la certezza delle condanne, di abusare della propaganda processuale e di fare un uso personalistico dei propri poteri investigativi. Tra le misure ritenute più sproporzionate annoverò il continuo ricorso a prolungati periodi di custodia cautelare, a forme illegali di acquisizione delle testimonianze, come le intercettazioni telefoniche, e l'utilizzo di metodi di investigazione antiterroristica. Altri osservatori sottolinearono l'impiego da parte della procura di strumenti di amplificazione mediatica delle indagini, in modo da massimizzare l'impatto sull'opinione pubblica. David Clark, autore vicino ad Alexander Adamescu, imprenditore condannato per corruzione, definì come antidemocratici molti dei naturali procedimenti della DNA, reclamando una presunta e continua violazione dei diritti umani.
Nel 2016 Traian Băsescu recriminò un ipotetico abuso di potere da parte della DNA, colpevole, a suo dire, di falsificare le prove e ricorrere al continuo ed ingiustificato utilizzo della misura di custodia cautelare. Secondo l'ex presidente i procuratori erano interessati più ad apparire agli occhi dei media come paladini della lotta alla corruzione, che all'effettiva colpevolezza degli imputati.

## Premi e riconoscimenti
Visti gli enormi sforzi in tema di lotta alla corruzione, la sua figura fu generalmente apprezzata anche all'estero, oltre che in Romania.
Tra i primi attestati di riconoscimento, nel 2008 l'azienda statunitense McAfee, leader nel settore della sicurezza informatica, le conferì un premio in ragione delle sue attività contro il crimine informatico e, nel 2011, in virtù dell'impegno per l'applicazione della legge, ricevette un certificato di apprezzamento da parte dello United States Secret Service.
Nel maggio del 2011 ricevette il suo primo ordine cavalleresco, quando la Repubblica francese le conferì il titolo di ufficiale dell'Ordine nazionale al merito. Nell'ottobre del 2012 il presidente della Romania Traian Băsescu la decorò dell'Ordine della Stella di Romania, ringraziandola pubblicamente per il lavoro nei 6 anni alla guida della procura dell'Alta corte di cassazione e giustizia.
Nel 2014 l'ambasciata statunitense a Bucarest la insignì del premio "Donna coraggiosa della Romania", con grandi apprezzamenti da parte dell'incaricato agli affari esteri dell'ambasciata Duane Butcher.
Nel 2015 ottenne il premio del "Gruppo per il dialogo sociale" (GDS) e nel 2016 quello di "Europeo dell'anno" del Reader's Digest.
Nel 2016, per il suo contributo alla lotta alla corruzione, le furono assegnati due importanti ordini nazionali. In giugno ricevette dall'ambasciatore francese in Romania François Saint-Paul, in nome del presidente della repubblica François Hollande, il titolo di cavaliere della Legion d'Onore. Nel novembre dello stesso anno l'ambasciatore svedese Anneli Lindahl Kenny le conferì il titolo di commendatore dell'Ordine della Stella Polare.
Nel 2019 fu inserita nella lista stilata dall'Università di Harvard riguardante le ventuno donne più influenti del mondo nell'ambito giudiziario e legislativo.
Nel 2019 ricevette il Women of Europe Awards nella categoria "Women in Power".

## Pubblicazioni
Oltre che di numerosi articoli apparsi su riviste specializzate nel ramo del diritto, fu coautrice dei seguenti volumi:
- (RO) Corupția și crima organizată, Sibiu, Editura Alma Mater, 2002.
- (RO) Drept Penal. Partea Specială, Sibiu, Editura Alma Mater, 2003.
- (RO) Procedură Penală, Sibiu, Editura Alma Mater, 2003.
- (RO) Arestarea preventivă. Aprecierea pericolului social concret pentru ordinea publică, Bucarest, Editura Hamangiu, 2009.